# Dogger (Buch)
Dogger ist ein Bilderbuch der britischen Kinderbuchautorin und Illustratorin Shirley Hughes, das 1977 beim Verlag Bodley Head veröffentlicht wurde. 2007 wurde Dogger unter sämtlichen Kate-Greenaway-Medaillen-Gewinnern der Jahre 1955 bis 2005 in einer öffentlichen Abstimmung zum beliebtesten Buch gewählt und somit als ‚Greenaway der Greenaways‘ ausgezeichnet.

## Inhalt
Der kleine Dave liebt seinen Plüschhund Dogger. Er ist zwar schon alt und sein Fell ist teilweise abgewetzt, doch Dave stört dies nicht. Er nimmt Dogger überall hin mit und in der Nacht schläft das Kuscheltier in Daves Bett. Seine ältere Schwester Bella hingegen liebt Teddybären über alles und gleich sieben davon schlafen bei ihr im Bett. An einem Nachmittag holen Dave, seine Mutter, der kleine Bruder Joe und natürlich Dogger Bella von der Schule ab. Im angrenzenden Park werden gerade Schaubuden und Fahnen für ein Sommerfest aufgebaut. Aufgeregt beobachten Dave und Dogger die Vorbereitungsaktivitäten. Als Bella schließlich aus der Schule kommt, hält ein Eisverkäufer mit seinem Wagen vor dem Gebäude und die Mutter kauft den Kindern ein Eis. Dabei verliert Dave seinen Dogger und bemerkt erst zu Hause den Verlust. Die Mutter und Bella suchen überall und als der Vater nach Hause kommt, sucht auch er noch mit einer Taschenlampe den Garten ab. Doch Dogger ist nirgends zu finden. Bella bietet Dave einen ihrer Teddybären zum Schlafen an, doch Dave ist untröstlich.
Am nächsten Tag ist die ganze Familie auf dem Sommerfest. Bella gewinnt zuerst bei einem Laufwettbewerb und später auch noch bei einer Verlosung einen Riesenteddybären. Dave kann sich nicht wirklich für das Fest begeistern und wandert traurig alleine herum. Da entdeckt er plötzlich bei einem Verkaufsstand mit Spielsachen seinen verlorenen Plüschhund. Doch er hat zu wenig Geld, um seinen Liebling zu kaufen. Als er schließlich Bella findet und mit ihr zum Stand zurückkommt, hat bereits ein Mädchen Dogger gekauft. Bella redet auf das Mädchen ein und versucht schließlich, ihm Dogger abzukaufen. Doch das Mädchen will das Plüschtier behalten. Da macht Bella eine sehr großzügige Tat: Sie bietet ihren soeben gewonnenen Riesenteddybären zum Tausch für Dogger an und das fremde Mädchen willigt ein. Dave ist überglücklich und umarmt seine Schwester. Als er sie am Abend im Schlafzimmer fragt, ob ihr nicht leid um den großen Teddybären sei, meint sie nur, dass dieser ohnehin viel zu groß gewesen sei und sie mit ihm und ihren anderen sieben Teddybären dann keinen Platz mehr in ihrem Bett gehabt hätte.

## Rezeption
Victoria Neumark schreibt in ihrer Rezension: „Dogger wurde von einer der talentiertesten Kinderbuch-Autorinnen und -illustratorinnen gestaltet. Shirley Hughes malt Daves Welt als liebevoll gestaltete, typisch englische Szenerien. Für ihren markanten Stil benutzt sie Feder und Tinte, Wasserfarben und Gouache […] Sie fängt die winzigsten Kleinigkeiten und die wärmsten Momente der Kindheit ein. Beim Lesen fühlt man sich wie von einer idealen Großmutter begleitet.“ Beth Hale schreibt 2022 in der Daily Mail in ihrem Nachruf zum Tod der Autorin: „Shirley Hughes, bei der Veröffentlichung des Buches 50 Jahre alt, war sich bewusst, dass es sich bei Dogger um ‚das typischste englische Buch‘ handelte, das man sich vorstellen kann – über ein Schulfest, ein geliebtes Spielzeug und seinen Besitzer mit zerzausten Haaren. Aber irgendetwas an dem Buch hat einfach die Fantasie der Leser gefesselt. Es wurde in 13 Sprachen übersetzt und wurde immer wieder neu gedruckt.“

## Auszeichnungen
Dogger wurde 1977 für seine Illustrationen mit der Kate Greenaway Medaille ausgezeichnet. 1984 erhielt das Buch den Eleanor Farjeon Award.

## Referenzen
Dogger ist in dem literarischen Nachschlagewerk 1001 Kinder- und Jugendbücher – Lies uns, bevor Du erwachsen bist! für die Altersstufe 3+ Jahre enthalten.

## Ausgaben
- Dogger. Bodley Head, UK 1977 (englisch, librarything.com).